# Jorge Campos (músico)
Jorge Campos (Santiago, 3 de mayo de 1957) es un bajista y compositor chileno, miembro de agrupaciones emblemáticas como Congreso, Fulano y Santiago del Nuevo Extremo, además de llevar una extensa carrera como solista de jazz rock. 

## Carrera
Influenciado por el rock duro primero y luego por la música de raíz folclórica, integró su primera banda entre 1976 y 1979, Argamaza, gestada al interior de la Universidad Católica. Luego llegaría a ser contrabajista de la Orquesta Sinfónica Juvenil, un paso fundamental al ingreso de su primera militancia importante. Sobre el final de los años 1970, comenzó la escalada en la música popular. Un largo proceso que finalmente lo iba a llevar a un sitial de referencia durante los años posteriores. Primero con el conjunto Santiago del Nuevo Extremo entre 1979 y 1986, y luego con el sexteto de avanzada Fulano entre 1984 y 2015, donde desarrolló su faceta de instrumentista experimental y compositor de canciones de crítica dura como "Sentimental blues", "Lamentos” o “Basura". Y finalmente, al interior del grupo Congreso entre 1986 y 2006, ensamble con el que alcanzó gran prestigio. En estos dos grupos Jorge alcanzó fama como uno de los bajistas eléctricos más importantes del país, pues su dominio técnico y lenguaje vanguardista de fusión lo consolidaron como un instrumentista fundamental de la escena nacional durante la década de 1990 y la de 2000.
Su carrera como compositor y solista se ha nutrido de diferentes fuentes ya sea el rock, el jazz, la fusión latinoamericana o la música experimental.  Ha editado ocho discos en solitario sumados a los que ha grabado como instrumentista de Fulano y Congreso. Formó las agrupaciones de fusión Globalevasión y Araukanía Kuintet. Durante los años 2006 y 2007 se radicó en Toronto, México y Barcelona. Diseña en Warwick su bajo Infinity con micrófonos piezo-eléctricos en la nuez, con los que amplifica microtonos, diseña sonidos y compone su álbum NU BASS.
Ha sido considerado como uno de los mejores bajistas en Latinoamérica y se ha hecho una reputación como maestro en su instrumento y como un estudioso de sus sonidos y alcances. 
Campos ha dado lecturas y clínicas de música y bajo eléctrico en prestigiosas escuelas en todo Chile y el extranjero como Berkeley School of Jazz, University of Illinois, Chicago, Humboldt State University, California, Madison Area Technical College, University of Strasbourg, Expo Sevilla, Expo Lisboa, New York Festival, Queens, Buenos Aires Electroshow, México y Barcelona.
Es Profesor Titular de la cátedra de Bajo Eléctrico en la UDLA.
Es endorser internacional de Warwick en bajos y amplificadores, de cuerdas GHS, de Micrófonos AudioTechnica, de Ergo Straps y de procesadores Line 6.
Sus discos han sido editados en Europa y México. Ha editado 2 DVD de técnicas modernas de bajo eléctrico. Su último trabajo solista NU-BASS es un álbum doble que fue editado en formato CD en julio de 2014 y en vinilo en 2016.

## Discografía

### Solista
- La magia necesaria (1995 - El Templo Rekords)
- Machi (2000 - El Templo Rekords)
- La ausencia de lo sagrado (2004 - El Templo Rekords)
- Bajos y tambores (2008 - El Templo Rekords)
- Nu Bass, doble álbum (2013 - El Templo Rekords)
- Solo (2021 - El Templo Rekords)

### En Santiago del Nuevo Extremo
- A mi ciudad (1981 - Alerce)
- Hasta encontrarnos (1983 - Alerce)
- Barricadas (1985 - Alerce)
- Salvo tú y yo (2000 - Autoedición)
- Lo mejor de Santiago del Nuevo Extremo, vol 1 (1998? - Alerce)
- Santiago del Nuevo Extremo en vivo (2001 - Machi)
- Lo mejor de Santiago del Nuevo Extremo, vol 2 (2001 - Alerce)
- Santiago del Nuevo en vivo Cafe del Cerro 1988. 2016. (El Templo Rekords)
- Santiago del Nuevo Extremo (2016)

### En Fulano
- 1987 - Fulano (Alerce)
- 1989 - En el Bunker (Alerce)
- 1993 - El infierno de los payasos (Alerce)
- 1996 - Lo mejor (Alerce)
- 1997 - Trabajos inútiles (Edición independiente)
- 2004 - Vivo (Edición independiente)
- 2012 - La farsa continua (El Templo Rekords)
- 2015 - Animal en extinción (El Templo Rekords)
- 2015 - En la Batuta 1993 (El Templo Rekords)
- 2017 - En Los Ángeles de Chile 2002 (El Templo Rekords)
- 2017 - En Directo FestivAlterNativo México 2010

### En Congreso
- Estoy que me muero (1986 - Alerce)
- Gira al sur (1988 - Alerce)
- Para los arqueólogos del futuro (1988 - Alerce)
- Aire Puro (1990 - Alerce)
- Los fuegos del hielo (1992 - Alerce)
- Pichanga (1992 - Alerce)
- 25 años de música (1994 - EMI Odeon)
- Por amor al viento (1997 - Autoedición)
- Mediodía (1997 - Edición independiente)
- La loca sin zapatos (2001 - Sony Music)
- Congreso de exportación (2004 - Autoedición)
- En vivo Montreal 1988 (2018 - El Templo Rekords)

### Animal en Extinción
- Antes y después (2018 - El Templo Rekords)

### Colectivos
- Globalevasión (2008 - Autoedición)
- Araukania Kuintet: Violeta Parra & Víctor Jara Jazz Music (2001)
- Indian Andean (2008 - El Templo Rekords)
- Quilombo Expontáneo (2000 - El Templo Rekords)
- Campos Holman Gálvez (2008)
- Dharmas Pablo Milanés Instrumental (2011)
- Campos Cuturrufo Greene en vivo Festival de Jazz El Cairo 2020.(El Templo Rekords 2022)